# Opone
Opone era una antigua ciudad situada en el Cuerno de África. Es conocida por su comercio con Egipto, Grecia, Roma y Bizancio. Los restos arqueológicos se han identificado en la moderna ciudad de Ras Hafun en Somalia.

## Historia y comercio
La primera cerámica encontrada en Opone se puede datar en época micénica entre los años 1600 - 1100 a. C. Su mayor periodo de apogeo se puede situar entre el siglo I a. C. hasta el siglo V d. C. Opone es mencionada en la fuente del Periplo por la Mar Eritrea escrito por un comerciante anónimo.
Opone sirvió como enclave comercial para fenicios, egipcios, griegos, persas, Yemen, Nabataea, Azania, el Imperio romano y el Imperio bizantino y era un enclave importante para la ruta que llevaba al legendario reino de Azania. Mercaderes de Indonesia y Malasia llegaban a la ciudad para comerciar con seda, especias y otros bienes, después visitaban otros lugares como Azania, Egipto y el Yemen, por lo tanto era un centro redistribuidor del comercio por el Índico. Hacía el 50 a. C. la ciudad era especialmente conocida por el comercio de canela, especias, marfil, incienso y pieles exóticas
Opone estaba estratégicamente situada en una isla conectada a las costa por una barrera arenosa y tendría cientos de habitantes. Esta ciudad fue abandonada durante el siglo VI. Los últimos restos cerámicos de Opone se sitúan a principios del siglo VI. Hasta esta fecha fue un centro importante donde pasaban las rutas comerciales del Mediterráneo, la India y África.
Las fuentes arqueológicas señalan que la ciudad dejó de existir en torno a la segunda mitad del siglo VI, posiblemente su colapso se deba a los fenómenos de la plaga de Justiniano que tiene como origen el este de África.

### Comercio de esclavos
Plantea el Periplo del mar Eritreo en su capítulo décimo tercero que Opone fue sitio excelente para la compra de los mejores esclavos: 

Y luego, después de navegar cuatrocientos stadia a lo largo de un promontorio, hacia cuyo lugar la corriente también te arrastra, hay otra ciudad-mercado llamada Opone, en la que se importan las mismas cosas que las ya mencionadas, y en ella se produce la mayor cantidad de canela, (el arebo y la moto), y esclavos de la mejor clase, que se llevan a Egipto en número creciente; y una gran cantidad de carey, mejor que el que se encuentra en otros lugares.
Periplo, §13

## Restos arqueológicos
Del yacimiento se han recuperado restos de cerámica egipcia, romana y persa por parte de un equipo de la Universidad de Míchigan. En 1970 Neville Chittick, un arqueólogo británico, inició una expedición conjunta británica y somalí que descubrió restos de murallas, casas con patios y el antiguo puerto.